# Saade Vol. 2
Albums de Eric Saade
Saade Vol. 1
(2011) Forgive me
(2013)
Singles
1. Hotter than fire
2. Rocket Science

Saade Vol. 2 est le troisième album studio du chanteur suédois Eric Saade, sorti le 30 novembre 2011.

## Singles
Hotter Than Fire, le premier single de l'album, est sorti en Suède le 2 novembre 2011. Il s'agit d'une collaboration avec la chanteuse américaine Dev. Le single a atteint la cinquième place des charts suédois.
Un second single, Rocket Science a également été sorti.

## Liste des titres
| No  | Titre                       | Auteur                                                                | Durée |
| --- | --------------------------- | --------------------------------------------------------------------- | ----- |
| 1.  | Sky Falls Down              | Jason Gill, Juliamar Santos, Eric Saade                               | 3:30  |
| 2.  | Rocket Science              | Jason Gill, Juliamar Santos, Salem Al Fakir, Eric Saade               | 3:29  |
| 3.  | Hotter Than Fire (avec Dev) | Jason Gill, Juliamar Santos, Eric Saade, Devin Star Tailes            | 3:21  |
| 4.  | Love Is Calling             | Jason Gill, Robin Fredicksson, Mattias Larsson, Eric Saade            | 4:05  |
| 5.  | Crashed on the Dance Floor  | Jason Gill, Juliamar Santos, mich Hansen, Daniel Davidsen, Eric Saade | 3:36  |
| 6.  | Explosive Love              | Jason Gill, Juliamar Santos, Ilya Salmanzadeh, Eric Saade             | 3:22  |
| 7.  | Backseat                    | Jason Gill, Juliamar Santos, Mich Hansen, Daniel Davidsen, Eric Saade | 3:33  |
| 8.  | Feel Alive                  | Jason Gill, Juliamar Santos, Ilya Salmanzadeh, Eric Saade             | 4:21  |
| 9.  | Fingerprints                | Jason Gill, Robin Fredriksson, Mattias Lansson, Eric Saade            | 3:41  |
| 10. | Without You I'm Nothing     | Jason Gill, Juliamar Santos, Eric Saade                               | 5:50  |

## Classements
| Classement (2011) | Meilleure position |
| ----------------- | ------------------ |
| Suède             | 1                  |
| Finlande          | 46                 |

## Historique de sortie
| Pays  | Date             | Format             | Label           |
| ----- | ---------------- | ------------------ | --------------- |
| Suède | 30 novembre 2011 | CD, téléchargement | Roxy Recordings |